# Tautvydas Lydeka
Tautvydas Lydeka (Druskininkai, 13 de octubre de 1983) es un baloncestista lituano retirado. Con 2,08 metros de estatura, jugaba en la posición de pívot.

## Trayectoria deportiva

### Profesional
Comenzó su carrera profesional en el LKKA Rustenda Kaunas de la LKAL, la segunda división de su país, para en 2005 fichar por el BC Dnipro de la Superliga de Ucrania, donde en su primera temporada promedió 16,1 puntos y 10,0 rebotes por partido.
Pasó posteriormente de forma breve por el Hanzevast Capitals de la liga neerlandesa y por el equipo griego del A.E.P. Olympias Patras, para llegar en 2008 al baloncesto italiano, fichando por el Pallacanestro Cantù. Allí jugó dos temporadas, promediando en la primera 5,4 puntos y 4,3 rebotes por partido, y 6,0 y 4,8 en la segunda.
En julio de 2010 fichó por el Victoria Libertas Pesaro, donde jugó también dos temporadas, promediando 5,7 puntos y 5,1 rebotes en la primera y 7,9 y 5,0 en la segunda.
En agosto de 2012 fichó por el Krasnye Krylya Samara ruso, pero solo llegó a disputar 4 partidos de liga y otros 4 de Eurochallenge, promediando 2,1 puntos y 2,0 rebotes. En febrero de 2015 regresó a su país para fichar por el BC Lietuvos Rytas, donde acabó la temporada y disputó entera la siguiente, en la que promedió 5,3 puntos y 2,3 rebotes en la LKL, disputando además la VTB United League y la Euroliga, competición en la que en 10 partidos disputados promedió 3,3 puntos y 1,9 rebotes.
La temporada 2014-2015 la comenzó en el KK Lietkabelis, pero en el mes de octubre fichó por el Trefl Sopot de la liga polaca, donde acabó la temporada promediando 11,3 puntos y 6,4 rebotes por partido.
En 2015 cambió de continente para fichar por el San Lorenzo de Almagro argentino, donde jugó 19 partidos en los que promedió 10,8 puntos y 7,1 rebotes. En el mes de diciembre regresó a Italia para fichar nuevamente por el Victoria Libertas Pesaro, donde acabó la temporada con 10,3 puntos y 8,0 rebotes por partido.
En junio de 2016 fichó por el Dinamo Basket Sassari.

### Selección nacional
Su única aparición en alguna de las categorías de la selección de Lituania corresponde a 2005, cuando participó en la Universiada disputada en Esmirna, Turquía.